# Stefan Schubert (Autor)

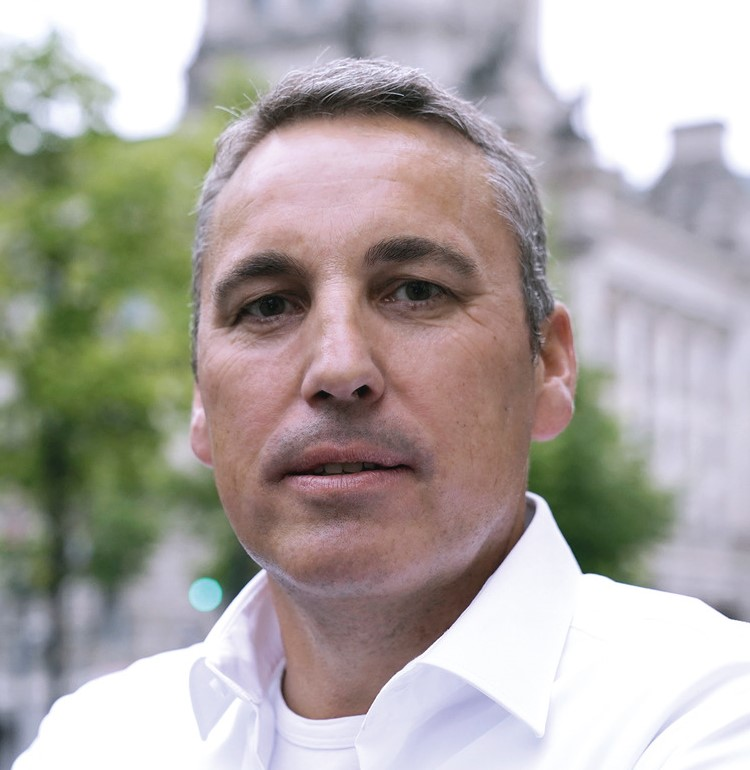
Stefan Schubert (2019)

Stefan Schubert (* 1970) ist ein deutscher Buchautor, ehemaliger Polizist und früherer Hooligan. Nach dem Ausscheiden aus dem Polizeidienst schrieb er Bücher über seine Erfahrungen in der gewaltbereiten Fußballszene, Internes aus dem Polizeialltag und Bandenkriminalität in Deutschland sowie einen Roman. Seit 2016 veröffentlicht er Bücher beim Kopp Verlag.

## Leben
Nach eigenen Angaben erlebte Schubert die Wirkung von Gewalt als Sechzehnjähriger bei einer Prügelei gegen eine Jugendgang, die ihn seit längerem schikanierte. Gemeinsam mit seinen Freunden schlug er die Gegner nach „intensivem Box-Training“ in die Flucht und fühlte sich fortan respektiert und mächtig. Später bekam er Kontakt zur paramilitärisch organisierten Blue Army Bielefeld, einer auch unter dem Namen „Ostwestfalenterror“ bekannten Gruppe von Hooligans im Umfeld des Fußballvereins Arminia Bielefeld, die er zu Spielen begleitete und mit denen er mehrmals an Massenschlägereien teilnahm. Die Gruppe zeige „eine Vorliebe für einfache Lösungen, eine enorme Ausländerfeindlichkeit und eine relativ hohe individuelle Gewaltbereitschaft“, schrieb 1986 das Fan-Projekt Bielefeld. „Wie viele Knochenbrüche, Blutergüsse und posttraumatische Belastungsstörungen wir in dieser Zeit hinterlassen haben, lässt sich kaum zählen“, sagte Schubert gegenüber dem Spiegel.
Zur selben Zeit begann Schubert eine Ausbildung beim damaligen Bundesgrenzschutz, die er als Klassenbester abschloss. Im Einsatz als Personenschützer schirmte er unter anderem den ehemaligen Bundeskanzler Helmut Kohl ab und schützte die Frau des damaligen Bundespräsidenten Richard von Weizsäcker. Später wechselte er zur Landespolizei Nordrhein-Westfalens und wurde als Streifenpolizist nach Bielefeld versetzt.
Erst nach acht Jahren wurde sein Doppelleben bekannt, als ihn ein Fernsehteam des WDR 1996 zufällig bei Auseinandersetzungen in Bielefeld filmte. In der Nacht vom 7. auf den 8. Juni beschädigten 150 bis 200 Hooligans nach einer Arminia-Aufstiegsfeier in einer laut Polizeibericht „regelrechten Straßenschlacht“ Kneipen in der Innenstadt und schossen mit Leuchtpatronen. 55 Personen wurden verletzt und mussten ins Krankenhaus. Das Filmmaterial zeigte Stefan Schubert unter den Schlägern beim Sturm auf ein Lokal. Seine Polizeikollegen wussten seit März 1996 von Schuberts Kontakten zur Hooliganszene, meldeten diese aber erst im November an die Hooligan-Datei im LKA in Düsseldorf.
Schubert wurde in den Innendienst versetzt und wegen schweren Landfriedensbruchs angeklagt. Gegen eine Verurteilung 1997 legte er Berufung ein. Nachdem ihm zusätzlich die Körperverletzung eines Kollegen vorgeworfen wurde, ging er mit Polizei und Staatsanwaltschaft auf einen Deal ein, wonach das Verfahren gegen eine Geldzahlung von 10.000 DM und der freiwilligen Quittierung des Dienstes 1998 eingestellt wurde. Im selben Jahr stieg Schubert auch aus der Hooligan-Szene aus. Zwischenzeitlich arbeitete er danach als Fitnesstrainer, Türsteher und Chef einer Diskothek.
Schubert wird von Einigen der politischen Rechten zugeordnet. Er lebt in Bielefeld.

### Autor
Schubert veröffentlichte mehrere Bücher in den Verlagen Riva, Lago und Kopp. In niederländischer Sprache erschienen sie im Verlag Just Publishers.
2010 schrieb er ein Buch über sein achtjähriges Doppelleben als Polizeibeamter und Hooligan, später Bücher über die Hells Angels und das organisierte kriminelle Bandenwesen. In Gangland Deutschland beleuchtete er ausführlicher Gruppierungen wie Black Jackets, Red Legion und United Tribuns, die sich nach seinen Angaben zu 90 Prozent aus dem von ihm so bezeichneten „prekären Migrantenmilieu“ rekrutierten. Zur Vorstellung des Buches wurde Schubert beim Sat.1-Frühstücksfernsehen interviewt.  Sein Buch über seine Hooliganzeit sei „ein relativ spröder Bericht über das ungezügelte Dasein eines Kerls, der Gefallen daran gefunden hatte, Grenzen zu überschreiten und sich zu berauschen: mit Schlägereien, der Gesellschaft von "echten Männern" und viel Alkohol“, schrieb Jörg Diehl im Spiegel.
2012 erschien sein zweites Buch Inside Polizei: Die unbekannte Seite des Polizeialltags, welches sich unter anderem mit Polizeigewalt und Amtsdelikten innerhalb Deutschlands befasst. Jörg Diehl schrieb dazu in Spiegel Online: „Eine besondere Qualität gewinnt Schuberts Buch aber durch den Blick in den Alltag und die Gedankenwelt der Ordnungshüter“.
2015 schrieb er den Roman Der Konvertit über eine islamistische Terrorzelle, die Anschläge in Deutschland verübt, und die Ermittlungen gegen sie. Experten der Polizei bewerteten das darin beschrieben Szenario als „überdramatisiert“, wenngleich die Bedrohung durch terroristische Anschläge real sei.
Seit 2016 veröffentlicht er Bücher zu politischen Themen im Kopp Verlag, das erste davon zusammen mit dem Rechtspopulisten Udo Ulfkotte. Zudem veröffentlicht er Artikel im "Kopp Report", die zum Teil auch beim rechten Blog Politically Incorrect veröffentlicht werden. Schubert war mehrfach Interviewpartner von rechten bis rechtsextremen Medien, wie der Jungen Freiheit, Zuerst! und dem Compact TV. Er betreibt einen Telegramkanal, der zum "verschwörungsideologischen Milieu" gezählt wird. Im November 2019 unterzog das journalistische Recherchekollektiv Correctiv die von Schubert seit 2017 verbreitete Aussage, „Straftaten von 600.000 Flüchtlingen“ würden vertuscht, einem Faktencheck und bewertete sie als „unbelegt“. Die Aussagen im 2020 erschienenen Vorsicht Diktatur!: Wie im Schatten von Corona-Krise, Klimahysterie, EU und Hate Speech ein totalitärer Staat aufgebaut wird. wurden vom Politikwissenschaftler Tom Mannewitz als Vermengung von „auf typische Weise (noch) rechtsdemokratische[r] (allerdings wenig konstruktive[r]) Kritik mit (schon) rechtsextremen Narrationen und Positionen“ bewertet. Susanne Billig bezeichnete das Buch im Deutschlandfunk Kultur als "Grippe-Idee vermischt mit Ausländerfeindlichkeit und Volksfrontdenken".
Vier seiner Bücher wurden in der Bestsellerliste des Spiegels aufgeführt: Gewalt ist eine Lösung (2010: Rang 50), Wie die Hells Angels Deutschlands Unterwelt eroberten (2012: Rang 22), Grenzenlos kriminell – Was Politik und Massenmedien über die Straftaten von Migranten verschweigen (2016: Rang 24), „Die Destabilisierung Deutschlands“ (2018: Rang 12).

## Bücher
- Gewalt ist eine Lösung: Morgens Polizist, abends Hooligan – mein geheimes Doppelleben. Riva, München 2010, ISBN 978-3-86883-064-4 (Hörbuch-Version: Riva, 2011, 3 CDs). eingeschränkte Vorschau in der Google-Buchsuche.
- Inside Polizei: Die unbekannte Seite des Polizeialltags. Riva, München 2012, ISBN 978-3-86883-191-7. (books.google.de).
- Wie die Hells Angels Deutschlands Unterwelt eroberten. Riva, München 2012, ISBN 978-3-86883-248-8 (Hörbuch-Version: ABOD, 2012, 6 CDs). (books.google.de).
- Gangland Deutschland: Wie kriminelle Banden unser Land bedrohen. Riva, München 2014, ISBN 978-3-86883-326-3. (books.google.de).
- Onderwereld op wielen: de onstuitbare opmars van de motorgangs. Just Publishers, 2015, ISBN 978-90-8975-550-6. (niederländisch)
- Der Konvertit. (Roman), Lago, München 2015, ISBN 978-3-95761-120-8. (books.google.de).
- mit Udo Ulfkotte: Grenzenlos kriminell – Was Politik und Massenmedien über die Straftaten von Migranten verschweigen. Kopp, Rottenburg am Neckar 2016, ISBN 978-3-86445-306-9.
- No-Go-Areas: Wie der Staat vor der Ausländerkriminalität kapituliert. Kopp, Rottenburg 2016, ISBN 978-3-86445-399-1.
- Die Destabilisierung Deutschlands: Der Verlust der inneren und äußeren Sicherheit. Kopp, Rottenburg 2018, ISBN 978-3-86445-590-2.
- Anis Amri und die Bundesregierung: Was Insider über den Terroranschlag vom Breitscheidplatz wissen. Kopp, Rottenburg 2019, ISBN 978-3-86445-645-9.
- Sicherheitsrisiko Islam – Kriminalität, Gewalt und Terror: Wie der Islam unser Land bedroht. Kopp, Rottenburg 2019, ISBN 978-3-86445-686-2.
- Vorsicht Diktatur!: Wie im Schatten von Corona-Krise, Klimahysterie, EU und Hate Speech ein totalitärer Staat aufgebaut wird. Kopp, Rottenburg 2020, ISBN 978-3-86445-765-4.
- Der Bürgerkrieg kommt!: Die Vorboten von Aufstand und Revolution in Deutschlands Städten. Kopp, Rottenburg 2021, ISBN 978-3-86445-823-1.
- Der geheime Krieg gegen Deutschland Kopp, Rottenburg 2024, ISBN 978-3-98992-003-3.